# Élisabeth de Bohun
Élisabeth de Bohun, comtesse d'Arundel et de Surrey (1350-3 avril 1385) est un membre de la famille anglo-normande de Bohun, qui détenait beaucoup de pouvoir dans les Marches galloises et le gouvernement anglais. Elle est la première épouse de Richard FitzAlan, un puissant aristocrate et commandant militaire sous le règne d'Édouard III et de Richard II. Elle est la mère de sept de ses enfants et, en tant qu'épouse de l'un des hommes les plus puissants du royaume, elle jouissait de beaucoup de prestige et prenait le pas sur la plupart des épouses des autres pairs. 

## Famille
Élisabeth de Bohun est née vers 1350, elle est la fille cadette de Guillaume de Bohun, 1er comte de Northampton et d'Élisabeth de Badlesmere. Son frère aîné, Humphrey de Bohun, 7e comte de Hereford, a épousé Jeanne FitzAlan, avec qui il a eu deux filles. Élisabeth a un demi-frère, Roger Mortimer, 2e comte de March, né du premier mariage de sa mère avec Edmond Mortimer. 
Ses grands-parents paternels sont Humphrey de Bohun, 4e comte de Hereford, et Élisabeth d'Angleterre, fille du roi Édouard Ier d'Angleterre et d'Éléonore de Castille. Ses grands-parents maternels sont Bartholomew de Badlesmere, 1er baron Badlesmere et Marguerite de Clare. 
Ses parents sont tous deux décédés lorsqu'elle était jeune, sa mère en 1356 et son père en 1360. 

## Mariage et descendance
Le 28 septembre 1359, avec la dispense papale, Élisabeth épouse Richard FitzAlan, qui succéde aux comtés d'Arundel et de Surrey à la mort de son père, Richard FitzAlan, en 1376. Leur mariage était particulièrement avantageux car il réunissait deux des familles les plus puissantes d'Angleterre. L'alliance a été renforcée par le mariage du frère d’Élisabeth avec la sœur de Richard. 
Richard et Élisabeth ont eu sept enfants : 
- Éléonore FitzAlan (1365-1375), le 28 octobre 1371, à l'âge de six ans, elle épouse Robert de Ufford. Elle meurt sans enfant.
- Élisabeth FitzAlan (1366-8 juillet 1425), mariée avant 1378, avec William de Montagu, puis en 1384, avec Thomas de Mowbray, 1er duc de Norfolk, avec qui elle a quatre enfants, et en troisièmes noces, avant le 19 août 1401, avec Robert Goushill, avec qui elle a deux filles, et quatrièmement avant 1411, avec Gerard Afflete. Les ducs de Norfolk de la famille Howard descendent de sa fille Marguerite Mowbray qui a épousé Robert Howard.
- Jeanne FitzAlan (1375-14 novembre 1435), épouse William de Beauchamp, 1er baron Bergavenny, avec qui elle eut un fils, Richard de Beauchamp, 1er comte de Worcester et une fille Jeanne de Beauchamp, épouse de James Butler, 4e comte d'Ormonde.
- Alice FitzAlan (1378 - avant octobre 1415), mariée avant mars 1392, avec John Cherlton, Lord Cherlton. Elle a une liaison avec le cardinal Henri Beaufort, avec qui elle a une fille illégitime, Jeanne Beaufort[1].
- Thomas FitzAlan, 5e comte d'Arundel, comte de Surrey (13 octobre 1381 - 13 octobre 1415), épouse le 26 novembre 1405, Béatrice de Portugal, fille illégitime du roi Jean Ier du Portugal et d'Agnès Pires[2]. Le mariage reste sans enfant.
- Marguerite FitzAlan (1382 - après 1423), épouse Rowland Lenthall, avec qui elle eut deux fils.
- Un fils prénommé Guillaume ou Richard.

En tant que comtesse d'Arundel, Élisabeth était l'une des femmes les plus importantes d'Angleterre, et jouissait d'un grand prestige, et après la reine, les duchesses de Lancastre et d'York, et la comtesse de Buckingham, prenait le pas sur les autres nobles dames du royaume. 
Au couronnement du roi Richard II, Richard FitzAlan porte la couronne. La même année, en 1377, il est nommé amiral du Sud et de l'Ouest. L'année suivante, en 1378, il attaque Harfleur, mais est repoussé par les Français. 
Le comte s'est allié avec l'oncle du roi Thomas de Woodstock, duc de Gloucester, qui était marié à sa nièce Éléonore de Bohun, qui était aussi la nièce d’Élisabeth. Les deux hommes deviennent membres du Conseil de régence et forment une opposition forte et virulente au roi. Cela se révélera plus tard fatal aux deux hommes.   

## Décès
Élisabeth de Bohun meurt le 3 avril 1385 à l'âge de trente-cinq ans. Elle est enterrée à Lewes dans le Sussex. Son époux se remarie avec Philippa Mortimer le 15 août 1390, avec qui il a un fils, John FitzAlan (1394 - après 1397). 
Richard FitzAlan est décapité le 21 septembre 1397 sur Tower Hill, à Londres, pour haute trahison envers le roi Richard. Ses titres et domaines sont confisqués jusqu'en octobre 1400, date à laquelle ils ont été restitués à son fils et héritier, Thomas FitzAlan, 5e comte d'Arundel, par le nouveau roi, Henri IV, qui est monté sur le trône lors de la déposition du roi Richard en 1399. 